# 社會學的想像
在社會學中，社會學的想像（英語：sociological imagination）是一套理解社會現實的框架。具體實做方法是將個人經驗，放在更廣泛的社會環境或歷史脈落中探討之。該詞也能變成術語，用以描述前述的實做框架。這個方法是賴特·米爾斯在其1959年的著作《社會學的想像》中首先提出，用來說明如何在社會學科中提昇洞察力。（pp. 5,7）如今多數社會學教科書會使用這個術語，探討社會的本質、以及社會如何與日常生活息息相關。

## 定義
賴特·米爾斯在《社會學的想像》中，試圖調和兩套相異的抽象社會現實概念：也就是「個人」與「社會」。他因此將「社會學的想像」一詞定義為：「理解到個人經驗與社會的關係息息相關」社會學家王振寰在《社會學與台灣社會》中，將其翻譯為：「……一種將生活周遭經驗與社會生活世界的深層結構關聯起來的思考方式。」
要發揮社會學的想像，就必須藉著觀察更廣泛的社會情況，將其套用在個人生活中理解。比方說，一個人購買購買大樂透或彩券的動機，一般人可能常常以個人動機解釋；但使用社會學的想像的社會學家，則會藉由「什麼樣的人會去買賣大樂透或彩券？誰會遊說彩券與博奕政策？得利者與受害者為何？」等問題，將買彩券行為放在社會議題下連結與探討。儘管如此，社會學的想像，並非將個人取向完全歸為個人或社會問題，而是強調兩者間的關連。類似實例則有大學生退學或失業等實例。
後來的社會學家，對這個概念有不同的觀點，但也有一些地方重疊。安東尼·紀登斯認為「社會學的想像」是一種人生觀，強調個體要深入理解自己的人生，是如何受更廣泛的社會環境與歷史進程所影響。他還指出社會學的想像是：「……應用想像力思維，來提問與回答社會學問題。運用「社會學的想像」的人，會將自己從熟悉的日常生活抽離出來思考。」
人會渴望理解個體在社會中的歷史和社會意義，尤其是在他們所處的時代。人可運用社會學的想像，來找出問題的解答；同時理解個人的內在自我和外在職業，在廣泛歷史場景的意義。（pp. 5,7）如果個體反思自己的歷史，就會發現所有過去的事件，都會導致現在的處境，並大多遵循相同模式。社會學的想像也因此獲得實踐。米爾斯認為，歷史是社會學的想像的重要元素：不同的歷史事件，會塑造現代社會，與其中的所有人；並能讓人根據過去的經驗，看到自己的生活身處於何地。米爾斯認為，人只有在真正理解自己的處境後，才能真正了解自己。
也有觀點認為米爾斯選擇社會學，是因為他覺得這是門「提供揭露、回應社會不公的概念與技能」的學科。而他投身研究後，認為社會學在放棄這樣的責任，並感到失望。他因此在《社會學的想像》一書大肆批評這個現象。在部份社會學入門課程中，米爾斯對社會學的想像的描述，被視為個人「利用資訊發展推理能力，以總結這世界怎麼了、還有個人可能會發生什麼事」的重要能力。

## 應用於現實世界

### 應用於電影
在社會學入門課程中，通常會使用電影，來展現社會學思想對當前世界的意義、還有如何透過社會學的想像理解社會（social world）。電影作為常見媒體，有助學生將自己的經驗，與更廣泛的理論相聯繫。社會學者Dana Bickford Tipton在一篇探討如何教授社會學學生的論文中，指出偏好功能論的新生，在看了以衝突論視角拍攝的電影後，會發現到衝突論的價值。Tipton因此認為，影片教學會啟發學生思考社會學的想像。

### 應用於社會學研究
米爾斯在《社會學的想像》的「論學術匠人精神」中，總結了一些社會學研究的要點，並鼓勵社會學者，使用社會學的想像進行研究，而非執著於固定的研究方法。米爾斯在書中說明他理想中的社會學者是如同「匠人」那般。

## 其他理論
赫伯特·布魯默在《符號互動論》提出以非典型的眼光來看待世界。社會科學家發現這方法對社會科學領域的理解和分析有所助益：
一個人只能透過某種框架或圖景（image），來理解整個經驗世界、並引導與塑造科學研究的整體過程：這包括如何選定問題、何謂資料、如何獲取資料、資料關係與種類、以及命題形式等。忽略經驗世界的啟蒙圖景，對科學探究的影響而言十分荒謬。真正認真的方法論研究，必須要辨認與評估底層圖景的隱藏前提、還有其背後代表的性質。
師從布魯默的霍華德·S·貝克延續布魯默的想法，在其1998年的著書《Tricks of the Trade: How to Think about Your Research While You're Doing It》中，列舉了對社會學研究而言可能有用的建議：其主要觀點為替研究的對象、現象或社會群體，建立全面的圖像；並認為在研究前，要特別注意統計和歷史知識、運用批判性思維，以建立世界的整體全貌，以便大眾接受研究成果。

### 社會學的透視
彼得·柏格發明了「社會學的透視」（英語：sociological perspective）一詞，將其定義為「以小見大」、「幫助社會學家瞭解特定個人的慣常行事」。個人可以藉由社會學的透視，來思考個人的選擇、還有社會如何塑造個人的生活。

## 社交媒體的地位
社會學的想像在社交媒體也有一定的影響力。社交媒體平台為人們提供了溝通、表達想法和組織社會變革的巨大舞台。這些平台讓線上社群更容易圍繞著共同的身分、經驗和興趣而發展，將社會網路延伸到實際的國界之外。另外，社交媒體平台也提供了分享新聞的場域，讓使用者可以接觸其他觀點，並對主流觀點提出異議。但社交媒體也有諸如散播假新聞、回音室效應、侵害隱私等缺點。

## 延伸閱讀
- Mills, C. W.: 1959, The Sociological Imagination, Oxford University Press, London.
- Michael Hughes, Carolyn J. Kroehler, James W. Vander Zanden. 'Sociology: The Core', McGraw-Hill, ISBN 0-07-240535-X Online chapter summary
- Judith Bessant and Rob Watts, 'Sociology Australia' (2nd ed), Allen & Unwin, 2001. ISBN 1-86508-612-6
- Laurie Gordy and Alexandria Peary, 'Bringing Creativity into the Classroom: Using Sociology to Write First-Person Fiction.' Teaching Sociology.  Vol. 33, 2005 (October: 396–402).
- Ray Jureidini and Marilyn Poole, 'Sociology' (3rd ed), Allen & Unwin 2002. ISBN 978-1-86508-896-9
- Joel Charon, 'Ten Questions: A Sociological Perspective', Fourth Edition. Wadsworth, 2000.
- Earl Babbie, 'The Practice of Social Research', 10th edition, Wadsworth, Thomson Learning Inc., ISBN 0-534-62029-9
- The Sociological Perspective: University of Missouri
- Giddens, Anthony. "Sociological Imagination." Introduction to Sociology . 1996. Karl Bakeman. New York: W. W. Norton & Company, Inc, 1996. Print. ISBN 978-0-393-93232-4
- Tipton, Dana Bickford; Tiemann, Kathleen A., , Teaching Sociology, 1993, 21 (2): 187–191, JSTOR 1318642, doi:10.2307/1318642
- Jon Frauley. 2010. Criminology, Deviance and the Silver Screen: The Fictional Reality and the Criminological Imagination. New York: Palgrave Macmillan.
- Jon Frauley (ed). 2015. C. Wright Mills and the Criminological Imagination. Farnham, UK: Ashgate Publishing.
- Sociological-Imagination.ORG. Retrieved 2012-02-23. 的存檔，存档日期2011-09-05.
- C. Wright Mills, "The Sociological Imagination". From Lemert

## 外部連結
- A Mills Revival? by S. Aronowitz
- Contemporary Analysis of C. Wright Mills
- On Intellectual Craftsmanship from Sociological Imagination (pdf mirror)
- https://archive.today/20140207205636/https://www.csupomona.edu/~plin/EWS375/The%20Sociological%20Imagination.htm
- Sociological Imagination in life events
- Sociology, 10/e ISBN 0073125741 (out of print)